# キルヒハイン
キルヒハイン (ドイツ語: Kirchhain, ドイツ語発音: [ˈkɪrçha͜in]) は、ドイツ連邦共和国ヘッセン州マールブルク＝ビーデンコプフ郡に属す市である。

## 地理

### 位置
キルヒハインはヘッセン州中部のアメーネブルク盆地北辺に位置する。中核市区はマールブルクの東約 12 km にあたり、ヴォーラ川がオーム川に注ぐ河口の北東に位置する。

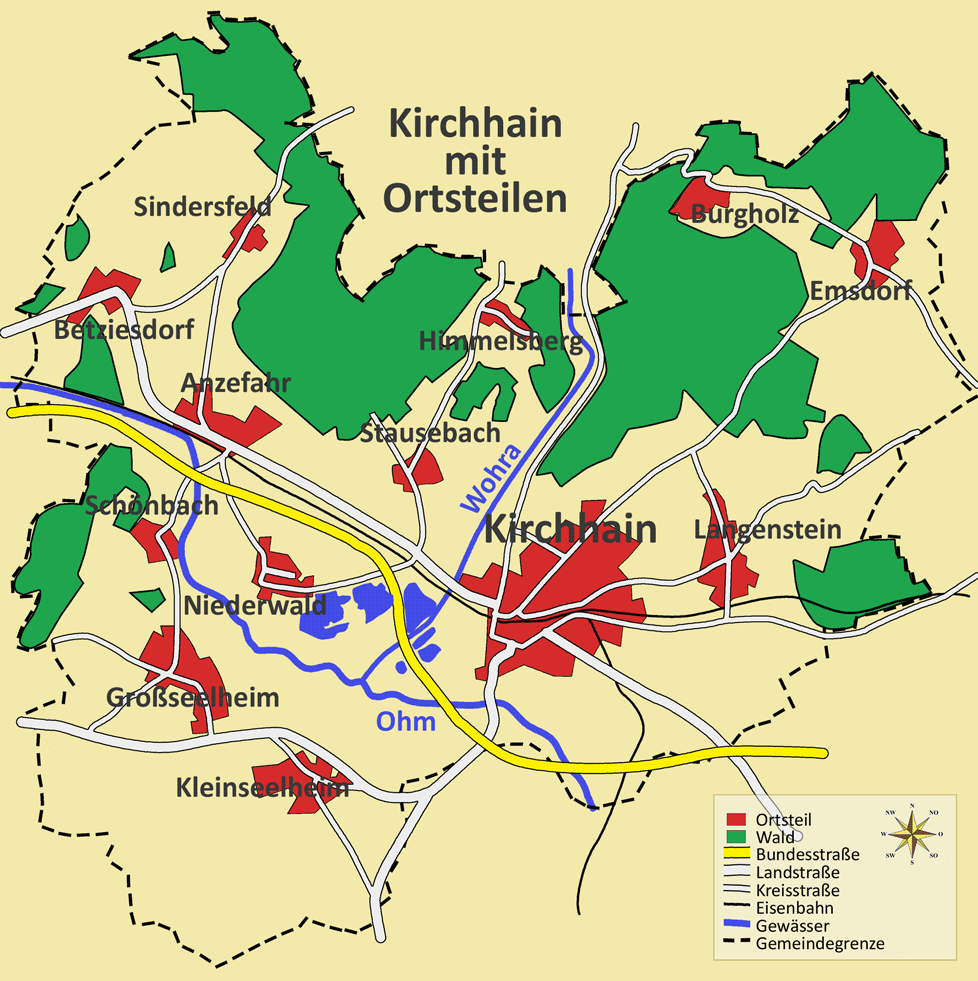
キルヒハインの地区配置図

市内で最も高い丘陵は、その北部にある高さ 380 m のブルクホルツで、ここには展望塔が設けられている。また、山頂付近には同名の集落もある。ブルクホルツは、ギルザーベルク丘陵の南西の支脈にあたる。この丘陵の北部はオーバーヘッシシェ・シュヴェレを形成し、ライン＝ヴェーザー分水界に沿ってケラーヴァルトに南向きの勾配をもたらしている。最も北東に位置するエムスドルフ地区もこの丘陵の南斜面、高さ約 300 m に位置している。この丘陵を下った谷に北東部の地区ランゲンシュタイン（270 m まで）と、キルヒハインのシュタットヴァルト方面に中核市区の北辺（約 280 m まで）が位置している。
中核市区の北西、ヴォーラ川の対岸沿い、ブルクヴァルトの南にヒンメルスベルク地区とジンダースフェルト地区がある。それぞれの高度は、海抜 280 m ほどである。ここにはラウシェンベルク国有林があり、ブルクホルツ近郊の森（シュタットヴァルト北部）の北側部分もその大半がこれに含まれる。
中核市区の東を連邦道 B454号線が、オーバーヘッシシェ・シュヴェレの一部であるノイシュテッター・ザッテルの緩やかな上り斜面をシュタットアレンドルフ方面に伸びている。
市域の西部と南部は、アメーネブルク盆地の農地と草地である。この盆地を遮るものはキルヒハイン中核市区の 3 km に位置する玄武岩の円錐形の山、アメーネブルクだけである。海抜 190 - 220 m のこの地域には、中核市区の大部分の他、ここまでで言及されていない地区が位置している。西部の集落はラーン山の間近にあり、北部の集落であるベッツィースドルフ、アンツェファール、シュタウゼバッハは南ブルクヴァルトに隣接する。

### 隣接する市町村
キルヒハインは、北はラウシェンベルク、東はシュタットアレンドルフ、南はアメーネブルクおよびエプスドルファーグルント、西はマールブルクおよびケルベと境を接している。

### 市の構成
この街は、同名の中核市区の他に12の市区がある。
| - アンツェファール - ベッツィースドルフ - ブルクホルツ - エムスドルフ - グロースゼールハイム - ヒンメルスベルク | - クラインゼールハイム - ランゲンシュタイン - ニーダーヴァルト - シェーンバッハ - ジンダースフェルト - シュタウゼバッハ（1268年に Stuzenbach として記録されている） |

## 歴史

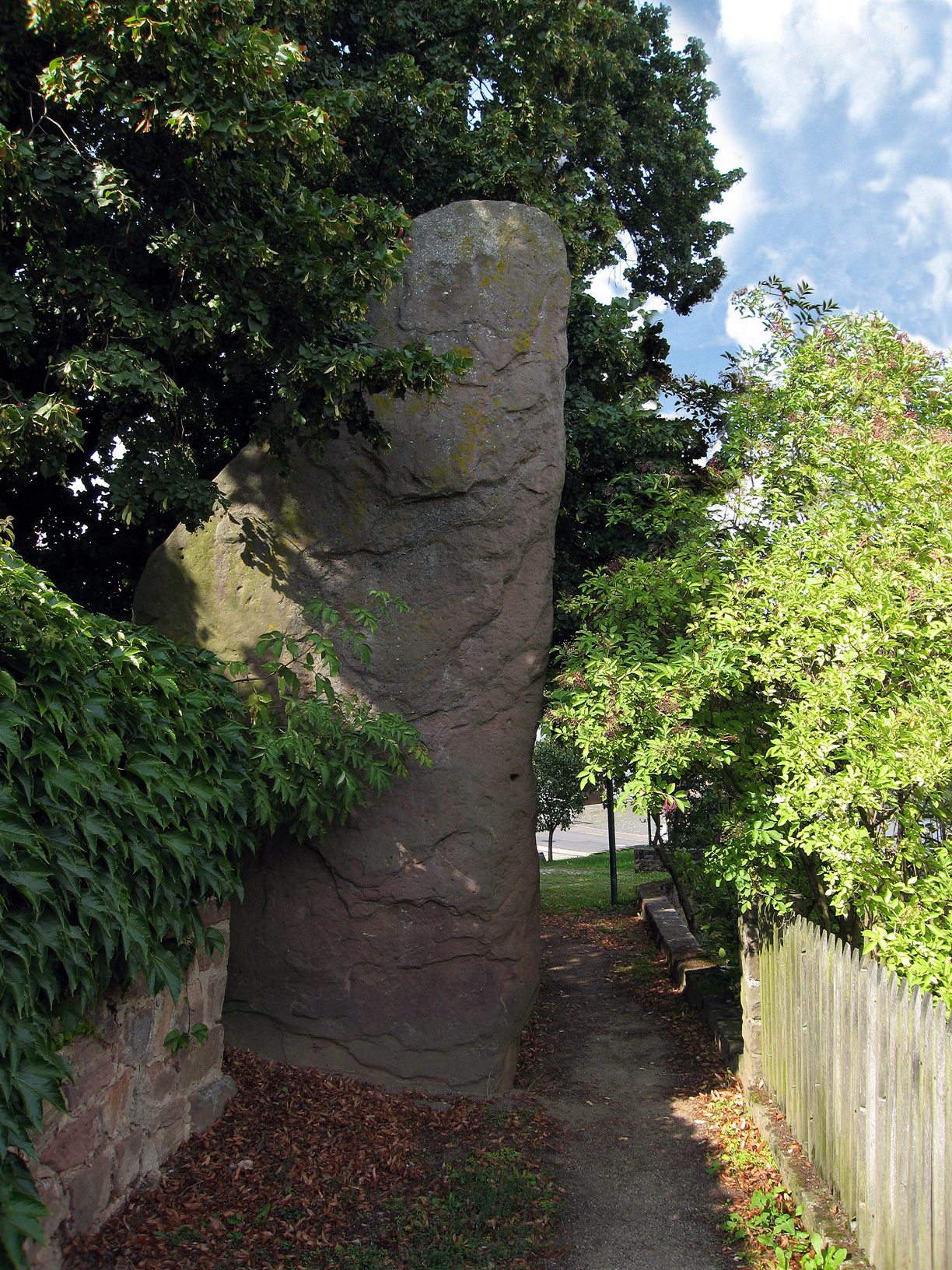
ランゲンシュタインのメンヒル

現在のキルヒハイン市内には、先史時代から既に多くの街道が通っていた。新石器時代からほぼ連続的に様々な入植の過程を経ていることが判っている。ランゲンシュタインのメンヒルは、こうした時代の重要な遺跡である。入植地建設の最盛期は、鉄器時代後期（紀元前5世紀頃）であった。
最初の所領形成は、12世紀に起こった。この入植地は、1146年に "Werphloh" という名で初めて文献に記録された。当時この地域はテューリンゲン方伯領で、1247年からヘッセン方伯領に属したが、隣接するアメーネブルクとその周辺はマインツ大司教の所領であった。この頃からマインツとヘッセンは君主権を巡って争いを繰り返していた。その結果、ヘッセン方伯は、この地域を統括し、マインツ側のアメーネブルクに対抗するための砦としてキルヒハインを拡充させた。キルヒハインはその後、アメーネブルク盆地の経済的中心に発展した。この町はおそらく1348年に都市権を獲得したと推測されるが、公式な市の創設年を同定する証拠を欠いており、1352年の記録が最初のものである。

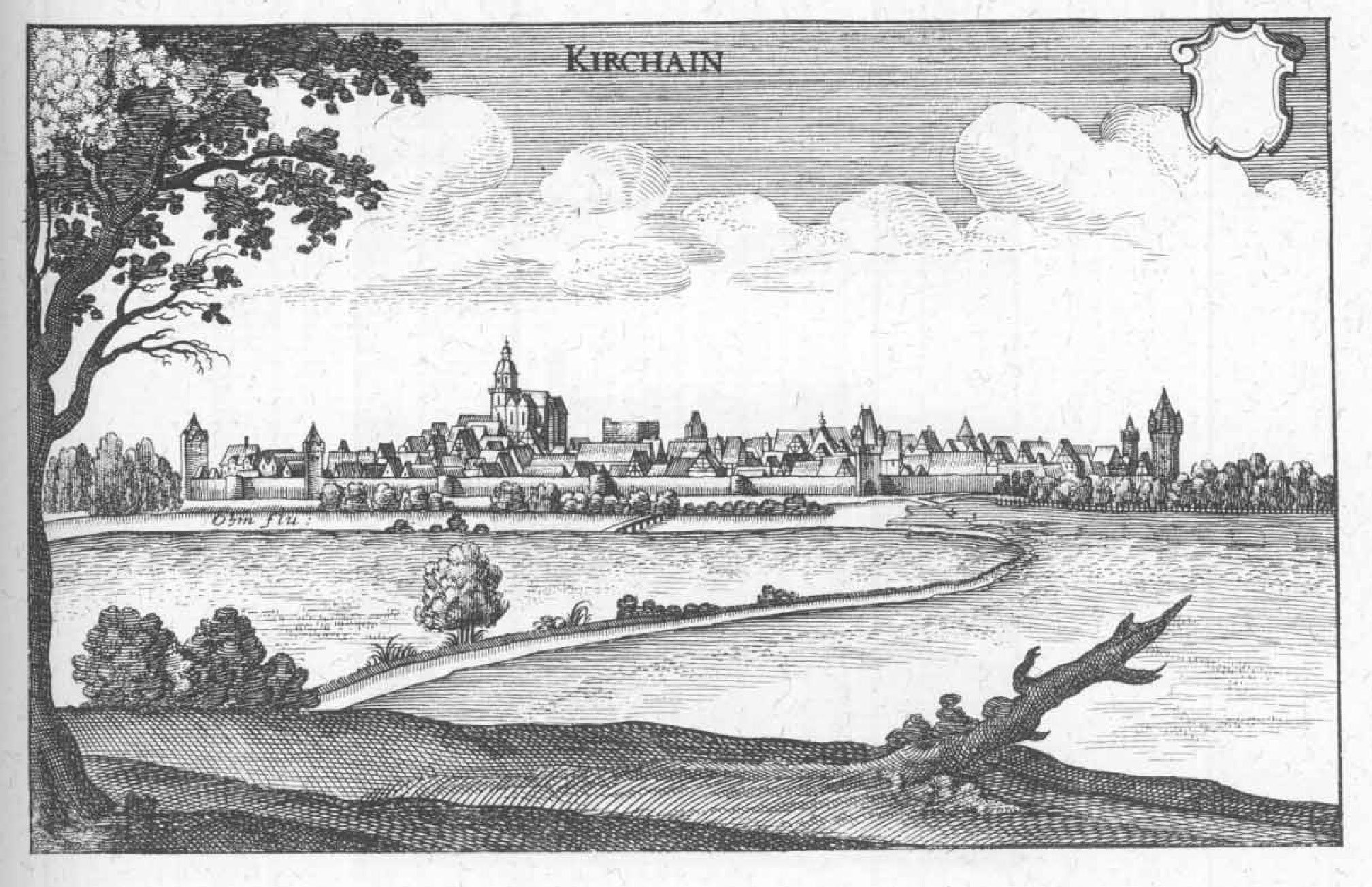
1655年に出版されたマテウス・メーリアンの銅版画に描かれたキルヒハイン

15世紀以降、重要な交易路「ランゲ・ヘッセン」とケルン - ライプツィヒ交易路とが、キルヒハインで交差することとなり、この街のさらなる経済発展を助長した。しかし三十年戦争では、この交通の便の良さのために、数回、そのたびに異なる陣営に占領され、度重なる兵士の行軍に耐えなければならなかった。1636年には市の周囲で 12,000 - 14,000人の軍勢が宿営した。当時の人口が約 1,000人であったこの街にとってこれは途方もない負担であった。七年戦争でもキルヒハインは戦争の混乱の中、交通の便が良い場所にあるこの街を行軍する兵士に繰り返し苦しめられた。
1806年から1813年まで、キルヒハインはヴェストファーレン王国のカントン・キルヒハイン（キルヒハイン小郡）の行政機関所在地となった。1821年からは新たに創設されたキルヒハイン郡の郡庁所在地となり、1932年にマールブルク郡に統合されるまでこの地位にあった。
16世紀末からキルヒハインに住んでいたユダヤ人では、エルヒャナン・ヘンレ・キルヒハイン最も有名である。その墓は、キルヒハイン・ユダヤ人墓地に遺されている。

## 行政

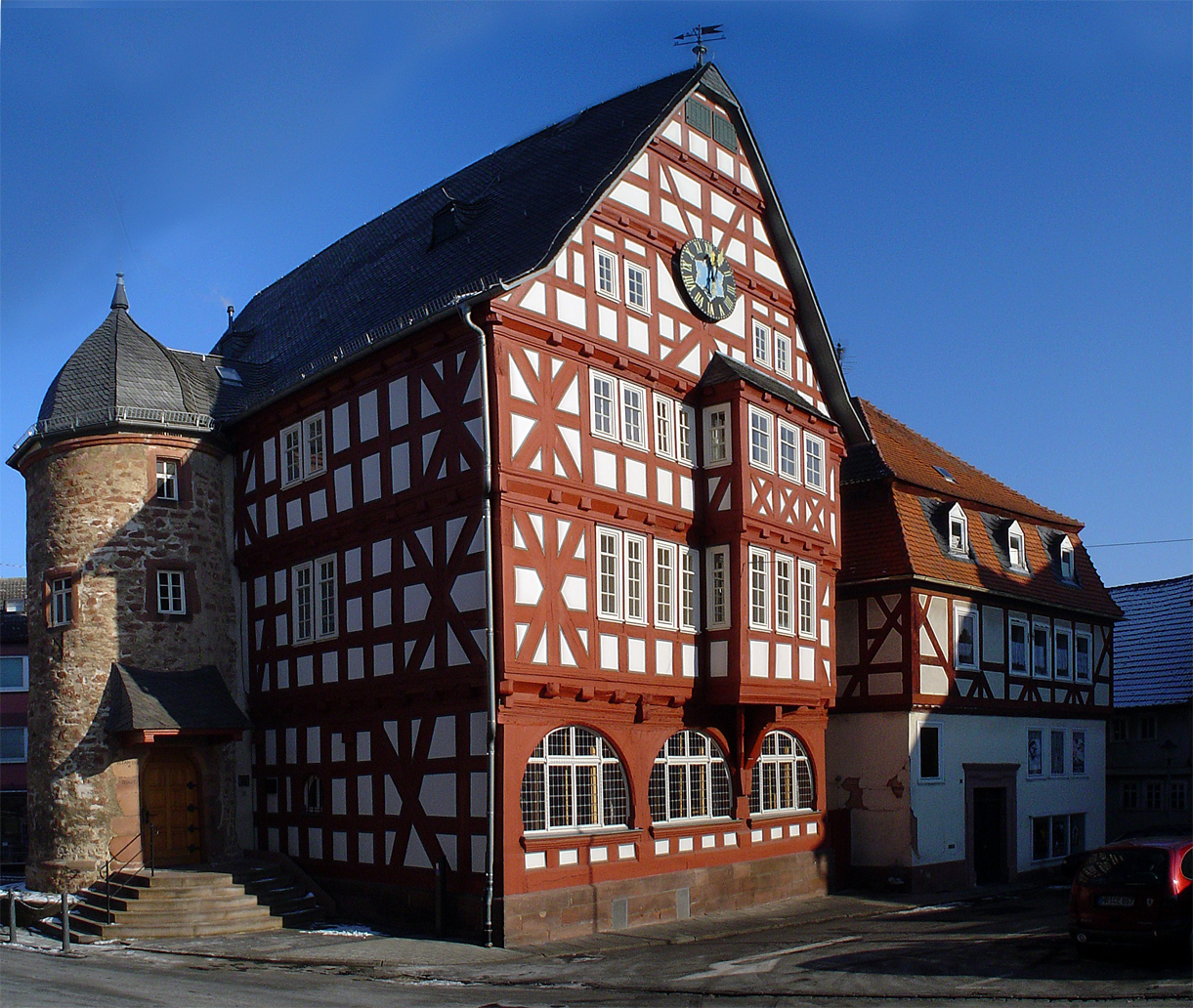
キルヒハイン市庁舎

### 議会
キルヒハインの市議会は、37議席からなる。

### 姉妹都市
- プロムラン（フランス、フィニステール県）1966年に、当時は独立した町村であったベッツィースドルフとの間で締結された。
- ドーバールング＝キルヒハイン（ドイツ、ブランデンブルク州）

## 文化と見所
キルヒハインのヒンメルスベルクには「タンツリンデ」（村の中心にあり、舞踊祭の会場になるボダイジュの老木）として機能したナツボダイジュの木がある。この木は千年菩提樹と呼ばれており、1971年以降自然文化財となっている。2001年にはドイツポストの記念切手のモチーフとなった。

### 建造物
- この街の象徴的建造物である市庁舎は、1450年頃に建設された木組み建築である。
- 「ツーム・ブラウエン・レーヴェン」邸は、1612年に建設された建物で、詩人エーバーハルト・ヴェルナー・ハペルの生家である。
- プロテスタントの市教会である聖ミヒャエル教会は、15世紀に建設された。

- ヒンメルスベルクのナツボダイジュ
- ツーム・ブラウエン・レーヴェン邸
- 聖ミヒャエル市教会とギルホーフ
- キルヒハインの市壁とヘクセン塔

## 経済と社会資本

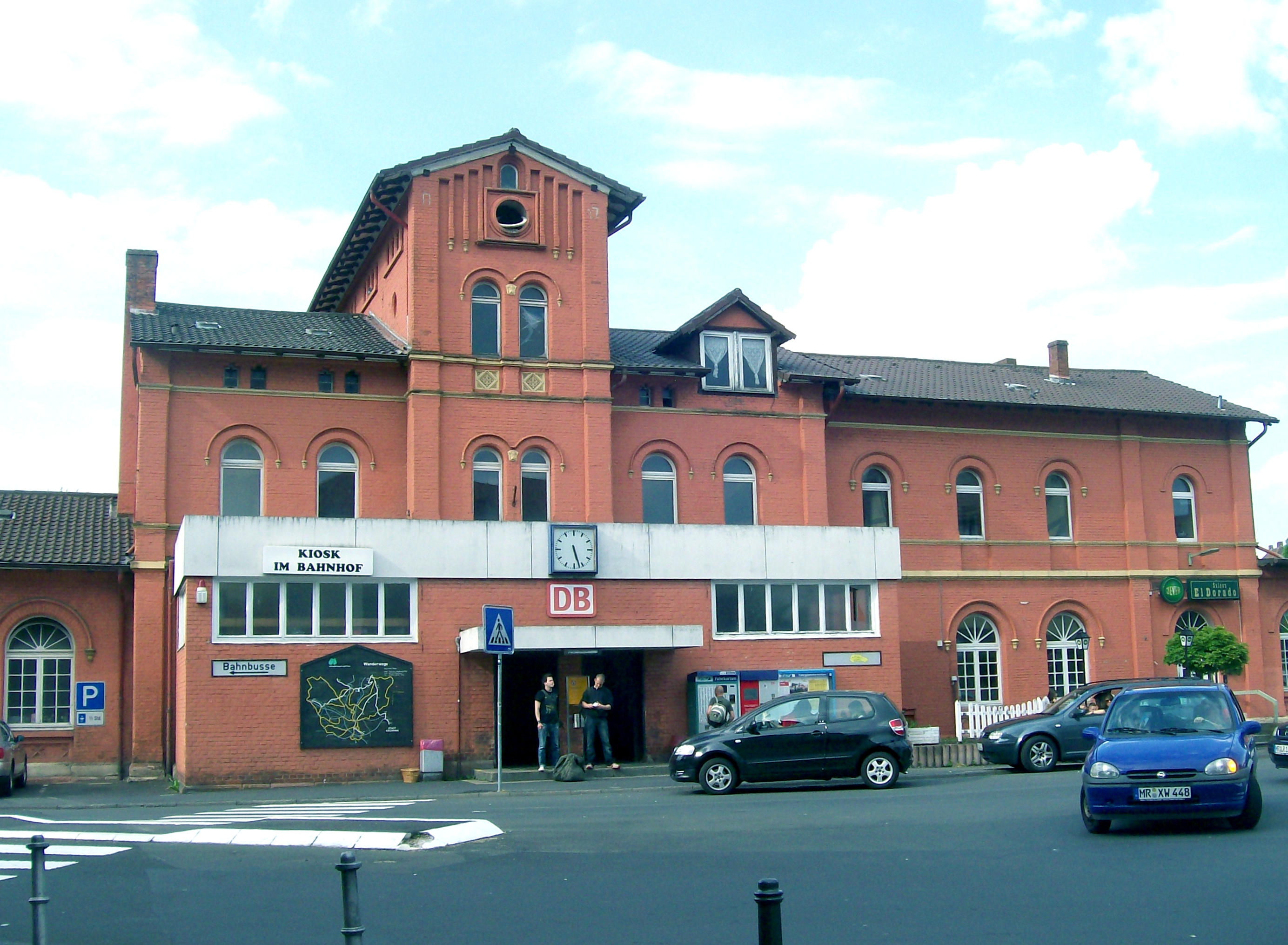
キルヒハイン駅

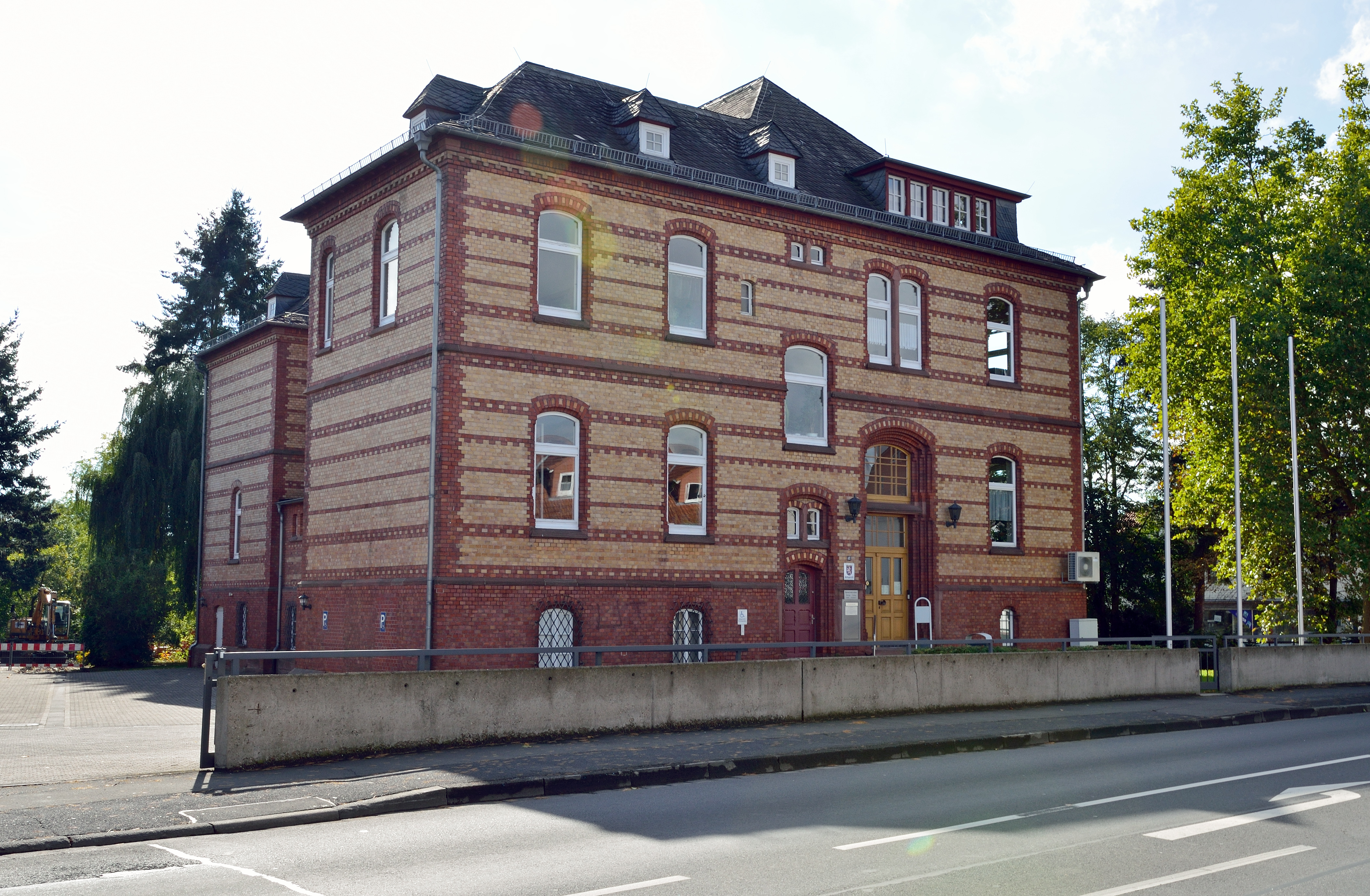
キルヒハイン区裁判所

### 都市構造
キルヒハインは、ヘッセン州の典型的な都市構造に従っている。市の中心部は多くのオフィスがある歩行者専用地域であり、その周囲に住宅地が位置する。南、東、西の外れは工業用地である。

### 交通
キルヒハインは連邦道 B62号線と B454号線によって広域道路網に接続している。鉄道は、フランクフルトからギーセン、マールブルク、トライザを経由してカッセルに至るマイン＝ヴェーザー鉄道のキルヒハイン駅がある。この駅にはレギオナルエクスプレスとミッテルヘッセンエクスプレスが発着する。

### 公共機関
キルヒハイン区裁判所は、この街にある。

## 人物
- エーバーハルト・ヴェルナー・ハペル（1647年 - 1690年）詩人
- レオ・シュトラウス（1899年 - 1973年）政治哲学者

## 引用
1. ↑  Hessisches Statistisches Landesamt: Bevölkerung in Hessen am 31.12.2023 (Landkreise, kreisfreie Städte und Gemeinden, Einwohnerzahlen auf Grundlage des Zensus 2011)]
2. ↑  Max Mangold, ed (2005). Duden, Aussprachewörterbuch (6 ed.). Dudenverl. p. 464. ISBN 978-3-411-04066-7
3. ↑  2011年3月27日のキルヒハイン市議会議員選挙結果、ヘッセン州統計局（2012年4月18日 閲覧）